# Regierung Sakskoburggotski
Das Kabinett Sakskoburggotski stellte die 85. Regierung Bulgariens dar und war zwischen Juli 2001 und August 2005 im Amt. Sie wurde nach der Parlamentswahl in Bulgarien 2001 mit dem Mandat der stärksten Kraft im Parlament Nationalbewegung Simeon II in Koalition mit der Bewegung für Rechte und Freiheiten gebildet und von Ministerpräsident Simeon Sakskoburggotski angeführt. Das Kabinett wurde nach der Parlamentswahl 2005 abgewählt. Sie war bis zum 17. August 2009 im Amt. Auf diese Regierung folgte die Regierung Stanischew.

## Kabinett
Das Kabinett wurde von Simeon Sakskoburggotski der Nationalbewegung Simeon II (kurz NDSV) sowie von Politikern der Bewegung für Rechte und Freiheiten und zwei unabhängigen Experten gebildet und von der Bulgarischen Sozialistischen Partei unterstützt. Die Verteilung der Minister erfolgt nach einem Quotenprinzip von 16:2:1.

### Anfangskabinett
- Ministerpräsident: Simeon Sakskoburggotski
- Stellvertretende Ministerpräsidenten: Nikolaj Wassilew, Lidija Schulewa, Konstantin Paskalew
- Außenminister: Solomon Pasi (Nationalbewegung Simeon II, kurz NDSV)
- Minister für Inneres: Georgi Petkanow (NDSV)
- Minister für Bildung und Wissenschaft: Wladimir Atananow (NDSV)
- Finanzminister: Milen Weltschew (NDSV)
- Justizminister: Anton Stankow (NDSV)
- Verteidigungsminister: Nikolaj Swinarow (NDSV)
- Minister für Landwirtschaft und Wälder: Mehmed Dikme DPS
- Minister für Verkehr: Plamen Petrow (NDSV)
- Minister für Staatsadministration und administrative Reform: Dimitar Kaltschew (unabhängig)
- Minister für Umwelt und Gewässer: Dolores Arsenowa (NDSV)
- Minister für Gesundheit: Boschidar Finkow (NDSV)
- Minister ohne Geschäftsbereich: Neschdet Mollow (DPS)
- Minister für Kultur: Boschidar Abraschew (NDSV)
- Minister für Wirtschaft: Nikolaj Wassilew (NDSV)
- Minister für Arbeit und Sozialpolitik: Lidija Schulewa (NDSV)
- Minister für regionale Entwicklung und Infrastruktur: Konstantin Paskalew (unabhängig)